# 가브리엘 팔레타
가브리엘 알레한드로 팔레타(스페인어: Gabriel Alejandro Paletta, 1986년 2월 15일 ~ )는 아르헨티나계 이탈리아 축구 선수로서 포지션은 센터백이다. 현재 세리에 B의 SS 몬차 1912에서 뛰고 있다.

## 우승 경력

### 클럽
보카 주니어스
- 레코파 수다메리카나
  - 우승: 2008
- 아르헨티나 프리메라 디비시온
  - 우승: 2008-09
- FIFA 클럽 월드컵
  - 준우승: 2007

리버풀
- UEFA 챔피언스 리그
  - 준우승: 2006-07

### 대표팀
아르헨티나 U-20
- FIFA U-20 월드컵
  - 우승: 2005